# Georg Hoprich
Georg Hoprich (n. 29 decembrie 1938, Daia, județul Sibiu - d. 9 aprilie 1969, Cisnădie) a fost un poet de limba germană din România.
A fost fiul unui țăran din Daia.
A urmat liceul la Sibiu, apoi a studiat germanistica la București. După încheierea studiilor, Georg Hoprich urma să devină redactor la secția de limba germană a Editurii Tineretului, dar, la 5 iunie 1961, chiar înainte de a-și da examenul de stat a fost arestat și, în urma unui proces înscenat, a fost închis (1961-1964) din cauza poeziei Wir sind ein bleiches Volk („Suntem un popor palid”), în care prezenta dificultățile sașilor transilvăneni, pe al căror viitor îi vedea deziluzionant.
După ieșirea din închisoare, din 1964 a locuit la Cisnădie, împreună cu familia sa, unde a îndeplinit funcția de secretar la școala generală, putând să-și continue studiile abia în 1967.
Prima sa prezentare publică ca poet a fost într-un articol publicat de Dieter Roth în ziarul Neuer Weg.
Ca urmare a condamnării sale politice, a fost permanent urmărit de Securitate și a trăit într-o stare de continuă nesiguranță. La vârsta de 30 de ani și-a pus capăt zilelor, spânzurându-se în podul casei.
Mormântul său este în cimitirul bisericii fortificate din Daia.
Pe piatra sa de mormânt, părinții săi au pus să fie săpate următoarele versuri, pe care el le scrisese în 1964:

Aus Stillsein ging die Flamme auf, 

Die Wirrnis wurde Lebenslauf, 

Der Irrtum leitete das Spiel, 

der Tod war das geschmückte Ziel. 

(Din liniștită, flacăra s-a întețit, 

tulburarea cursul vieții a devenit,

falsitatea jocul l-a condus,

moartea a fost țelul împodobit.) 

După ce și-a citit dosarul de Securitate, Dieter Schlesak a constatat că fusese turnat la Securitate de colegul său Oskar Pastior, despre care crede că este cel care l-a denunțat și pe Georg Hoprich, fiind, prin urmare, vinovat de detenția acestuia. A fost de asemenea turnat la Securitate de fostul ofițer activ Heinz Stănescu, devenit lector universitar la Facultatea de Litere a Universității București.

## Scrieri
- Gedichte. Aus dem Nachlaß editate de Stefan Sienerth, Editura Kriterion, București, 1983
- Bäuchlings legt sich der Himmel - Gedichte, editura Reinecke & Voß, Leipzig, 2011;  ISBN 978-3-942901-00-0, cuprinde și unele versuri inedite și o postfață de editorul Bertram Reinecke.[7]